# Saint-Martin-des-Champs (Seine-et-Marne)
Saint-Martin-des-Champs ist eine französische Gemeinde mit 660 Einwohnern (Stand 1. Januar 2022) im Département Seine-et-Marne in der Region Île-de-France. Sie gehört zum  Arrondissement Provins und zum Kanton Coulommiers. Die Einwohner werden Saint-Martinien(ne)s genannt.

## Geographie
Die Gemeinde Saint-Martin-des-Champs liegt etwa zweieinhalb Kilometer westlich von La Ferté-Gaucher, 20 Kilometer östlich von Coulommiers, 25 Kilometer nordöstlich von Provins und 82 Kilometer östlich von Paris.

## Bevölkerungsentwicklung
| Jahr      | 1946 | 1954 | 1962 | 1968 | 1975 | 1982 | 1990 | 1999 | 2006 | 2016 |
| Einwohner | 272  | 295  | 289  | 205  | 315  | 382  | 450  | 552  | 678  | 661  |

## Sehenswürdigkeiten
Siehe auch: Liste der Monuments historiques in Saint-Martin-des-Champs (Seine-et-Marne)
- Ehemalige Templerkommende (Monument historique)
- Pfarrkirche Saint-Martin (13.–16. Jahrhundert)

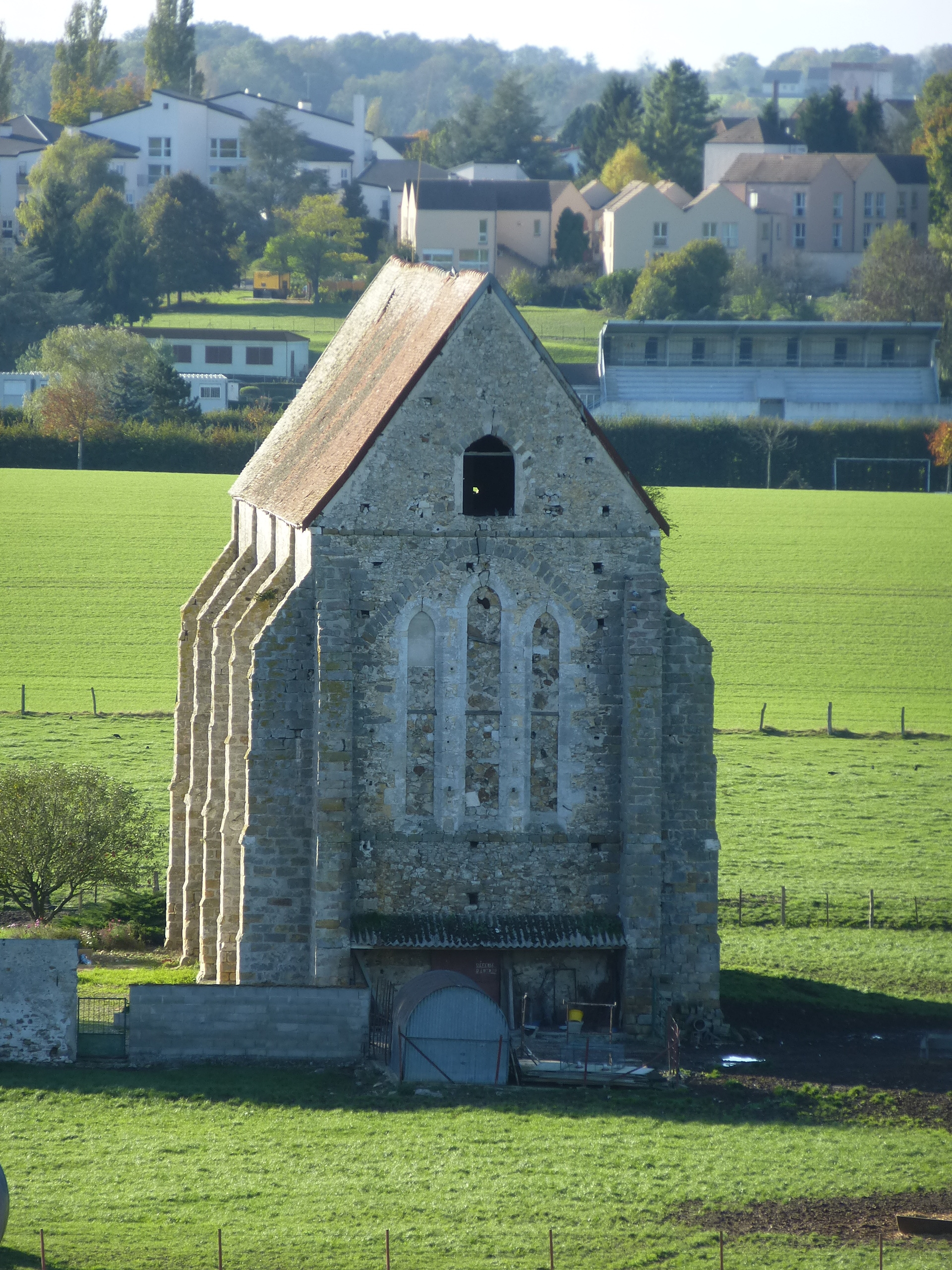
Ehemalige Templerkommende
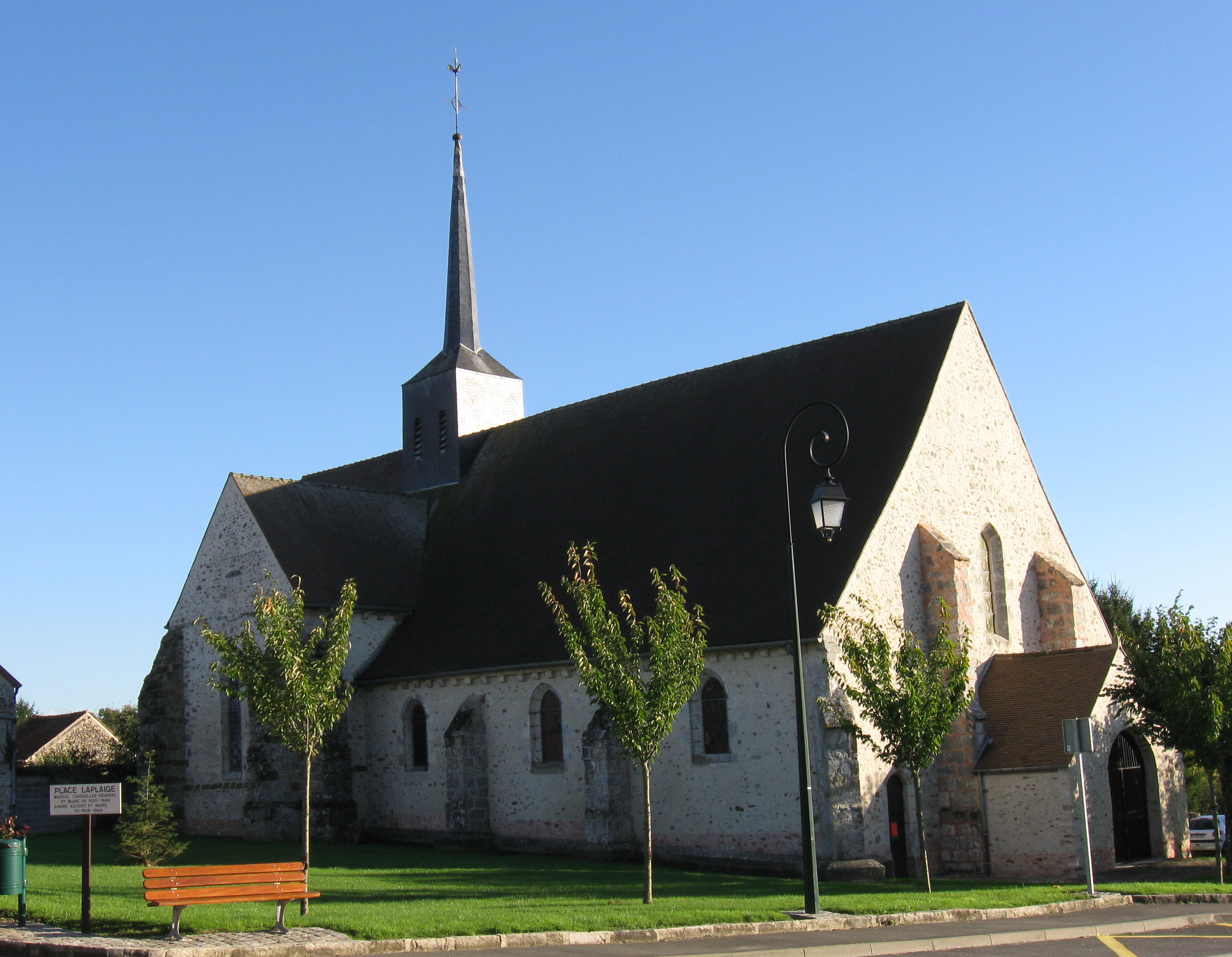
Pfarrkirche Saint-Martin